# Liubîmivka, Nîjnohirskîi
Liubîmivka (în ucraineană Любимівка) este un sat în comuna Pșenîcine din raionul Nîjnohirskîi, Republica Autonomă Crimeea, Ucraina.

## Demografie
Componența lingvistică a localității Liubîmivka
     Rusă (82,88%)
     Tătară crimeeană (9,6%)
     Ucraineană (7,52%)
Conform recensământului din 2001, majoritatea populației localității Liubîmivka era vorbitoare de rusă (82,88%), existând în minoritate și vorbitori de tătară crimeeană (9,6%) și ucraineană (7,52%).